# Urdanta
Urdanta es una aldea de la localidad de Ezcaray, en La Rioja (España), de la que dista 5 km. Se sitúa a 1017 m s. n. m. y a 4 km de la aldea de Zaldierna. Situada en lo profundo de un barranco, bañada por el río Urdanta, que nace al pie del pico de San Lorenzo y bajo el cual se sitúa esta aldea. En la localidad nació en 1705 Andrés de la Calleja, pintor de cámara del rey Felipe V.

## Demografía
Urdanta contaba a 1 de enero de 2010 con una población de 23 habitantes, 13 hombres y 10 mujeres.
| Gráfica de evolución demográfica de Urdanta entre 2000 y 2015                                    |
|                                                                                                  |
| Población de derecho (2000-2015) según los censos de población del INE a 1 de enero de cada año. |

## Etimología
Según el lingüista E. Bascuas, el topónimo Urdanta procedería de un tema hidronímico paleoeuropeo *Ur-d-, derivado de la raíz indoeuropea *er- 'fluir, moverse', incluyendo además el sufijo -nt-, frecuente en hidrónimos.

## Monumentos de interés

Iglesia de la Ascensión.

- Iglesia de la Ascensión.

## Ocio
Como todo el Valle del Oja, es una zona interés para los amantes de la pesca, sobre todo de la trucha, así como para la caza, el senderismo y otras actividades de montaña.
A pocos kilómetros de la aldea se encuentra también la estación de esquí de Valdezcaray.